# St. Louis Park (Minnesota)
St. Louis Park is een plaats (city) in de Amerikaanse staat Minnesota, en valt bestuurlijk gezien onder Hennepin County.

## Demografie
Bij de volkstelling in 2000 werd het aantal inwoners vastgesteld op 44.126.

## Geboren in St. Louis Park
- Thomas Friedman (1953), Amerikaans journalist, columnist en publicist van Joodse komaf
- de Gebroeders Coen:
- Joel Coen (1954), filmregisseur
- Ethan Coen (1957), filmregisseur

## Geografie
Volgens het United States Census Bureau beslaat de plaats een oppervlakte van
28,2 km², waarvan 27,7 km² land en 0,5 km² water.

## Plaatsen in de nabije omgeving
De onderstaande figuur toont nabijgelegen plaatsen in een straal van 8 km rond St. Louis Park.